# Associazione Vogherese Calcio 1927-1928
Questa voce raccoglie le informazioni riguardanti l'Associazione Vogherese Calcio nelle competizioni ufficiali della stagione 1927-1928.

## Rosa
| N. |                   | Ruolo | Calciatore           |
| -- | ----------------- | ----- | -------------------- |
|    | Italia (bandiera) | D     | Aldo Baggini         |
|    | Italia (bandiera) | A     | Barge                |
|    | Italia (bandiera) | C     | Gaetano Bersani      |
|    | Italia (bandiera) | C     | Giovanni Bertero     |
|    | Italia (bandiera) | A     | Alessandro Bertolini |
|    | Italia (bandiera) | D     | Cesare Blondet       |
|    | Italia (bandiera) | A     | Bonizzoni            |
|    | Italia (bandiera) | A     | Angelo Cadeddu       |
|    | Italia (bandiera) | A     | Luigi Carrera        |
|    | Italia (bandiera) | A     | Castelli             |
|    | Italia (bandiera) | C     | Antonio Crippa       |
|    | Italia (bandiera) | A     | Luigi Denari         |
|    | Italia (bandiera) | A     | Alfio Ferretti       |
|    | Italia (bandiera) | C     | Giuseppe Ghiglione   |
|    | Italia (bandiera) | P     | Luigi Gho            |

| N. |                   | Ruolo | Calciatore        |
| -- | ----------------- | ----- | ----------------- |
|    | Italia (bandiera) | D     | Giuseppe Giacobbe |
|    | Italia (bandiera) | A     | Cesare Mandosso   |
|    | Italia (bandiera) | C     | Natale Muratori   |
|    | Italia (bandiera) | A     | Nicola            |
|    | Italia (bandiera) | A     | Mario Oberti      |
|    | Italia (bandiera) | A     | Pasquale Parodi   |
|    | Italia (bandiera) | A     | Antonio Pastore   |
|    | Italia (bandiera) | A     | Antonio Peternel  |
|    | Italia (bandiera) | D     | Antonio Re        |
|    | Italia (bandiera) | A     | Natale Rebolini   |
|    | Italia (bandiera) | A     | Rossi             |
|    | Italia (bandiera) | P     | Schiavi           |
|    | Italia (bandiera) | C     | Mario Sozzani     |
|    | Italia (bandiera) | A     | Armando Spinelli  |

## Calciomercato
| Acquisti | Acquisti             | Acquisti          | Acquisti   |
| -------- | -------------------- | ----------------- | ---------- |
| D        | Aldo Baggini         | ???               | definitivo |
| A        | Barge                | ???               | definitivo |
| A        | Alessandro Bertolini | Monza             | definitivo |
| A        | Bonizzoni            | ???               | definitivo |
| A        | Angelo Cadeddu       | Tigullio          | definitivo |
| A        | Castelli             | ???               | definitivo |
| C        | Antonio Crippa       | Bonservizi Tonoli | definitivo |
| A        | Luigi Denari         | ???               | definitivo |
| A        | Alfio Ferretti       | ???               | definitivo |
| C        | Giuseppe Ghiglione   | ???               | definitivo |
| A        | Mario Oberti         | ???               | definitivo |
| A        | Pasquale Parodi      | ???               | definitivo |
| A        | Antonio Peternel     | ???               | definitivo |
| D        | Antonio Re           | Derthona          | definitivo |
| A        | Natale Rebolini      | ???               | definitivo |
| P        | Rossi                | ???               | definitivo |
| A        | Armando Spinelli     | Astigiani         | definitivo |

| Cessioni | Cessioni        | Cessioni        | Cessioni   |
| -------- | --------------- | --------------- | ---------- |
| D        | Camagno         | ???             | definitivo |
| D        | Giovanni Morini | ???             | definitivo |
| A        | Giuseppe Nizzi  | ???             | definitivo |
| A        | Dario Solinas   | A.G.F. Cagliari | definitivo |